# Територіальні води

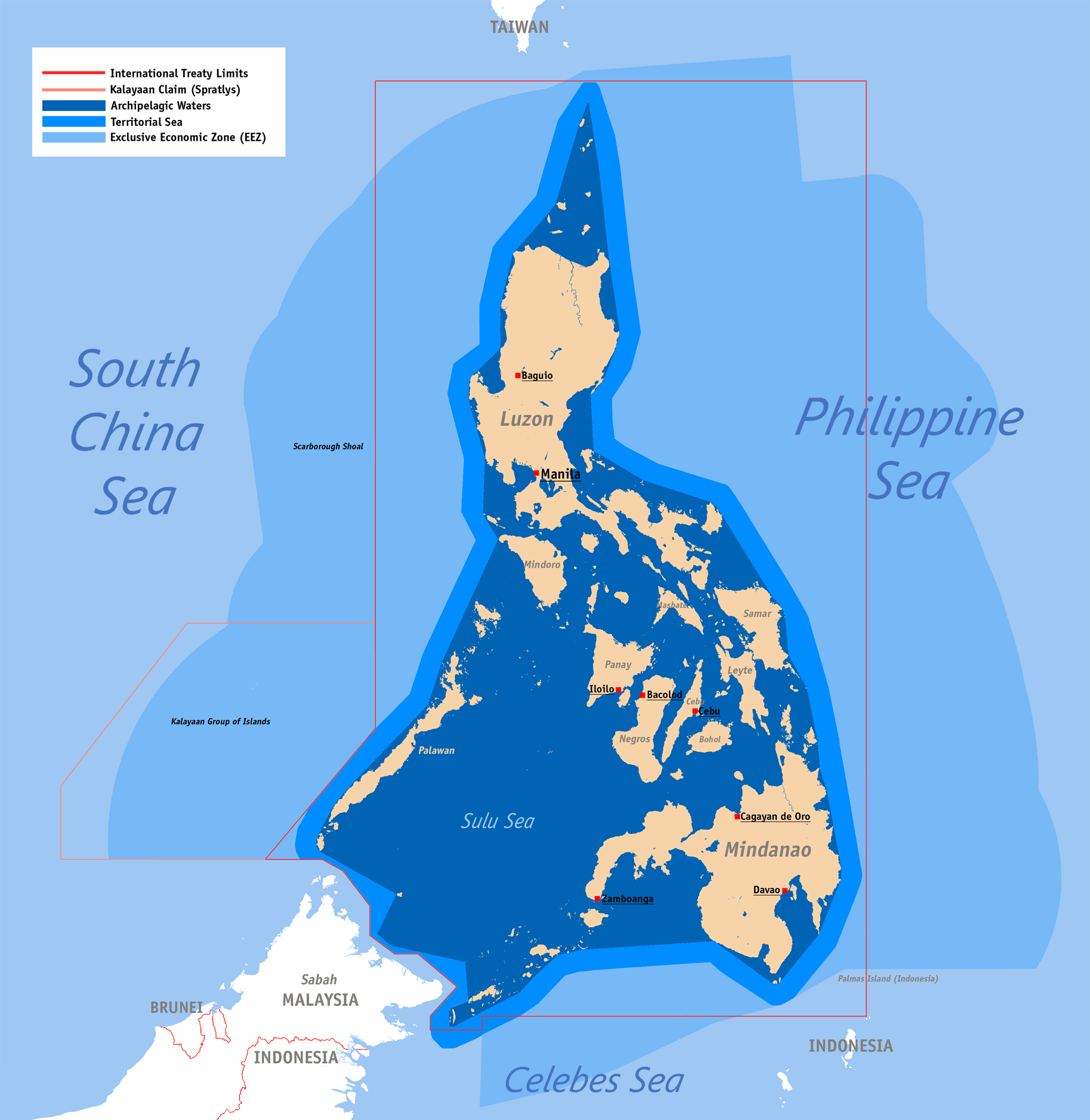
Територіальні води Філіппін.

Територіальні води — це акваторії поміж береговою лінією і лінією морського кордону держав. До територіальних вод належать затоки, не довші ніж 12 миль, фіорди та естуарії рік. Збільшення ширини територіальних вод обмежує площу міжнародних вод, якими мають право користуватись усі держави світу. Прийняття всіма країнами норми в 200 миль зменшило б площу міжнародних вод на 40 %. Якщо всі країни прийняли б за норму 12 миль (яка є зараз законною), то понад 120 проток, серед них такі, як Гібралтар, Баб-ель-Мандебська, Малакка, стали б територіальними водами.
На територіальні води поширюється вся повнота суверенітету держави. Їй належать усі водні та надрові багатства, винятково національному праву підпорядкований і повітряний простір над територіальними водами. Проте шельф і материковий схил, багаті на природні ресурси, часто простягаються набагато далі, ніж територіальні води держави. Ширина шельфу коливається від 5 до 800 миль при глибині до 200 м, а його площа становить 27,5 млн км², або 7,5 % Світового океану. В межах континентального шельфу зосереджено близько 80 % біологічних ресурсів океанів.
Женевська конференція Міжнародного морського права прийняла ухвалу, згідно з якою континентальний шельф глибиною до 200 м є частиною суходолу. Мінеральні ресурси поза територією державного шельфу може з винятковим правом використовувати держава, шельф якої з'єднаний з цією ділянкою дна океану. На цій основі багато держав прийняли у себе закони про зону виняткових економічних інтересів і право на всі мінеральні та біологічні ресурси у своїй прибережній смузі, ширину якої більшість з них прийняли в 200 морських миль. Таку 200-мильну зону виняткових економічних інтересів поблизу своїх берегів в акваторії Чорного й Азовського морів створила й Україна. Там ведуть пошуки нафти та газу.
Ресурси шельфу (нафта, газ) експлуатуються ще з 1899 р, хоч їх видобуток значно дорожчий, ніж на суходолі. Вартість однієї свердловини в Північному морі становить 5—10 млн дол. США. Запаси шельфової нафти становлять декілька сотень мільярдів тонн, а видобуток уже наближається до однієї третини світового. Важливими ресурсами дна морів і океанів є залізна руда, марганець, кобальт, мідь, нікель, магній, фосфорити та ін.
У 1964 р. відбувся поділ шельфу Північного моря на принципі рівних відстаней від відповідних пунктів узбережжя. Найбільші площі здобули Велика Британія (244 тис. км²), Норвегія (131 тис. км²) тощо. У 1969 р. Міжнародний суд прийняв ухвалу, що еквідестентний принцип не є обов'язковим, ФРН, Данія та Нідерланди отримали можливість узгодити межі шельфів з усіма приморськими державами. Тепер Велика Британія, і особливо Норвегія є значними експортерами нафти та газу.
Україна як морська держава має свої територіальні води в Чорному і внутрішні в Азовському морях.